# میاگیاما فوکوماتسو
میاگیاما فوکوماتسو (به ژاپنی: 宮城山 福松) کُشتی‌گیر سوموی اهل استان ایواته در کشور ژاپن است که بیست‌ونهمین کشتی‌گیر دارای رتبهٔ یوکوزونا محسوب می‌شود. وی در سال ۱۹۲۲ میلادی به این مرتبه ارتقا یافت و در سال ۱۹۳۱ میلادی بازنشست شد. میاگیاما فوکوماتسو توانست ۶ بار قهرمان (یوشو) مسابقات سومو شود.